# Srebrna waza Enmeteny
Srebrna waza Enmeteny – waza Enmeteny (ok. 2450 p.n.e.), władcy sumeryjskiego miasta-państwa Lagasz, zdobiona reliefem (motywy zwierzęce w układzie pasowym) i opatrzona inskrypcją wotywną poświęcającą ten przedmiot bogu Ningirsu. Obecnie znajduje się w muzeum w Luwrze.

## Odnalezienie i późniejsze losy
Wazę odnalazł w 1888 francuski archeolog Ernest de Sarzec prowadzący wykopaliska w Tall Luh (Tello), miejscu kryjącym pozostałości sumeryjskiego miasta Girsu. Po odnalezieniu zabytek przekazany został władzom tureckim, jako że miejsce wykopalisk znajdowało się na ziemiach ówczesnego Imperium Osmańskiego. W 1896 sułtan Abdülhamid II przekazał wazę w darze do muzeum w Luwrze (nr inwent. AO 2694); tam też znajduje się ona obecnie (skrzydło Richelieu, sala 1a). 

## Opis
Zabytek, mający wysokość 35 cm i średnicę 18 cm, składa się tak naprawdę z dwóch części: samej wazy wykonanej ze srebra oraz z przymocowanego do niej od dołu trójnoga wykonanego z miedzi. Brzusiec wazy ozdobiony jest reliefem w układzie pasowym z motywami zwierzęcymi. W górnym, wąskim pasie przedstawione zostały leżące cielęta, natomiast w umieszczonym pod nim dużo szerszym pasie przedstawione zostały cztery mityczne ptaki Anzu trzymające w swych szponach lwy i kozły. Na szyjce wazy, wokół wylewu, umieszczona jest sumeryjska inskrypcja w piśmie klinowym. Z inskrypcji wynika, że waza ta, wykonana na rozkaz Enmeteny (ok. 2450 p.n.e.), władcy miasta-państwa Lagasz, służyć miała celom kultowym w E-ninnu, świątyni boga Ningirsu w mieście Girsu:

Dla Ningirsu, bohatera Enlila, Enmetena, władca Lagasz, wybrany w sercu przez boginię Nansze, wielki władca boga Ningirsu, syn Enanatuma, władcy Lagasz, dla króla, który go ukochał, Ningirsu, to naczynie gur4.gur4 z oczyszczonego srebra, z którego Ningirsu bedzie spożywał co miesiąc oliwę, wykonał dla niego. Za swe życie przed Ningirsu w E-ninnu kazał postawić. W tym czasie Dudu był zarządcą świątyni Ningirsu.